# Straboli
Gli straboli (in tedesco: die Strauben, in ladino badioto: fortaia, in ladino gardenese: faneda) sono dolci fritti tipici della Baviera e del Tirolo (Tirolo austriaco, Alto Adige e Trentino).

## Descrizione
Il nome deriva dal tedesco Straub che significa "tortuoso, arricciato, disordinato, scompigliato", data la forma di questo piatto alquanto "contorta".
Solitamente questo tipo di dolce viene preparato in tutte le sagre di paese, che si svolgono nelle stagioni calde nelle piazze tirolesi.
L'impasto consiste in una pastella ottenuta dal miscelamento di: farina, burro, latte, grappa, uova e olio.
La pastella viene successivamente versata nell'olio bollente, facendole prendere la forma di un vermicello arrotolato e arruffato.
A fine cottura viene posto su di un piatto e ricoperto da zucchero a velo e spesso accompagnato da marmellata di mirtilli rossi.

## Alimenti simili
- Gli straboli si sono diffusi negli USA e sono una specialità dei territori della Pennsylvania occupati da persone di origine tedesca.[8] I corrispettivi americani del dolce prendono il nome di funnel cake (lett. "torta a imbuto") (in tedesco della Pennsylvania: Drechderkuche)[9] e vengono preparati utilizzando un imbuto, da cui il nome, durante il periodo di carnevale e nei parchi divertimento.[10][11]
- Nel subcontinente indiano e in Iran esistono due dolci tra loro simili e che ricordano gli straboli noti come jalebi, che ha rivestimento esterno zuccherino,[12] e il famoso zulbia.[13] Entrambi si distinguono dalla torta a imbuto per l'assenza di lievito in polvere, il che si traduce in una consistenza piuttosto gommosa.[14]
- Nelle filippine esiste il kumukunsi , una sorta di frittella a guisa di anello aperto dei maguindanao che contiene farina di riso, uova di anatra e zucchero. Ricordano nel gusto i pancake, ma sono più cremosi e saporiti.[15][16]
- In Finlandia esistono i tippaleipä (lett. "goccioline di pane"), tradizionalmente serviti durante le celebrazioni del primo maggio (vappu), insieme al sima (un tipo di idromele locale).
- In Lituania si preparano degli straboli conosciuti come skruzdėlynas (lett. "nido di formiche"). Si fanno normalmente all'inizio della primavera per recuperare le scorte di miele dell'anno precedente e fare più spazio a quelle nuove, e si fa anche al primo raccolto di miele.
- In Italia, durante la festa di carnevale, vengono preparate le chiacchiere, di cui vi sono numerose varianti regionali diffuse in tutto il territorio.